# Keyword (Online-Marketing)
Ein Keyword, oder Schlüsselwort, ist ein häufig verwendeter Begriff oder eine Gruppe von Wörtern, Zahlen oder Zeichen, der entweder direkt im Text erscheint oder verwendet wird, um den Inhalt des Textes zu kennzeichnen und zu kategorisieren.
Innerhalb des Internetmarketings findet der Begriff Keyword vor allem im Suchmaschinenmarketing Verwendung. Zum einen wird damit der Suchbegriff bezeichnet, den Internet-Nutzer in das Suchfeld einer Suchmaschine eintippen, zum anderen in der Suchmaschinenwerbung die Schlüsselwörter, unter denen die Anzeige eingeblendet werden soll. Das Suchmaschinenmarketing arbeitet mit Keywords, die auf automatischer Indexierung basieren.
Unter dem Begriff Tag, der zuweilen als Synonym für Keyword gebraucht wird, ist ein Schlagwort zu verstehen, das einem Objekt von einem Menschen zugewiesen wurde.
Im Online-Marketing können Keywords folgende Rollen einnehmen:
- Schlüsselterme innerhalb eines Dokuments, die im Rahmen der Information Retrieval die Holistik eines Dokuments abbilden (siehe z. B. WDF*IDF, TDF*IDF)
- Suchanfragen, die bei Suchmaschinen abgerufen werden
- Suchbegriffe, auf die man über SEA-Dienste („Search Engine Advertising“) wie z. B. Google Ads im Rahmen der Suchmaschinenwerbung Anzeigen schalten kann
- Kontextuelle Begrifflichkeiten, auf die man im Google Display Werbung und Textanzeigen in passenden redaktionellen Umfeldern Werbung schalten kann

## Klassifizierung von Keywords
Es gibt im Suchmaschinenmarketing folgende Möglichkeiten, Keywords bzw. Suchterme zu klassifizieren:
- nach Termlänge,
- nach Suchvolumen,
- nach der Suchintention bzw. Suchabsicht.
- nach Produktkategorie/Dienstleistung

Bei der Termlänge und dem Suchvolumen unterscheidet man Short-Tail, Mid-Tail und Long-Tail-Keywords. Bei der Suchintention unterscheidet man grob zwischen Informational, Transactional, Commercial, Navigational und Brand-Keywords. Suchmaschinen wie Google haben hier auch noch eigene Klassifizierungen wie z. B. in „know“, „do“ und „go“. Zur Verfeinerung gibt es auch weiterführende Klassifizierungen z. B. in „Regional“, „Topical“ und „Know Simple“.